# Crameria
Crameria é um gênero de traça pertencente à família Arctiidae.